# Liste von Werken Plutarchs
Dies ist eine Liste von Werken Plutarchs (Abkürzungen).
Neben Plutarchs Biographien (insbesondere die vergleichenden Lebensbeschreibungen bzw. 22 Parallelbiographien, griech. Bíoi parálleloi, lat. Vitae parallelae) zählt die Gruppe der Moralia (inkl. erhaltenen Fragmenten) zu seinen bekanntesten Werken. Die folgende Übersicht erhebt keinen Anspruch auf Aktualität oder Vollständigkeit:

## Werke

### Biographien
22 Parallelbiographien, 4 Einzelleben, in Fragmenten erhaltene Biographien:
- Theseus und Romulus
- Lykurgos und Numa
- Solon und Poplicola
- Aristeides und Marcus Cato
- Themistokles und Camillus
- Kimon und Lucullus
- Perikles und Fabius Maximus
- Nikias und Crassus
- Coriolan und Alkibiades
- Lysandros und Sulla
- Agesilaos und Pompeius
- Pelopidas und Marcellus
- Dion und Brutus
- Aemilius und Timoleon
- Demosthenes und Cicero
- Phokion und Cato (der Jüngere)
- Alexander und Caesar
- Sertorius und Eumenes
- Demetrios und Antonius
- Pyrrhos und Marius
- Aratos
- Agis, Kleomenes und die Gracchen
- Philopoimen und Titus (Flamininus)
- Artoxerxes
- Galba und Otho

### Moralia
Die Sammlung von Moralia (Moralische Schriften) besteht aus 78 (einschließlich nicht authentischer) vollständig erhaltenen Schriften und mehreren Dutzend fragmentarisch erhaltenen Schriften.
Seit der Stephanus-Ausgabe von 1572 sind die Moralia traditionell in 14 Bücher gegliedert, wie in der folgenden Liste, die den deutschen, den griechischen und den lateinischen Originaltitel enthält:
- I. (1a – 86a)
  - 1. Über die Erziehung der Kinder (Περὶ παίδων ἀγωγῆς – De liberis educandis)
  - 2. Wie soll der Jüngling die Dichter lesen? (Πῶς δεῖ τὸν νέον ποιημάτων ἀκούειν – Quomodo adolescens poetas audire debeat)
  - 3. Vom Hören (Περὶ τοῦ ἀκούειν – De recta ratione audiendi)
  - 4. Wie man den Schmeichler vom Freund unterscheiden könne (Πῶς ἄν τις διακρίνοιε τὸν κόλακα τοῦ φίλου – Quomodo adulator ab amico internoscatur)
  - 5. Wie man seine Fortschritte in der Tugend bemerken könne (Πῶς ἄν τις αἴσθοιτο ἑαυτοῦ προκόπτοντος ἐπ᾿ ἀρετῇ - Quomodo quis suos in virtute sentiat profectus)
- II. (86b – 171e)
  - 6. Wie man von seinen Feinden Nutzen ziehen könne (Πῶς ἄν τις ὑπ᾿ ἐχθρῶν ὠφελοῖτο – De capienda ex inimicis utilitate)
  - 7. Über die Menge der Freunde (Περὶ πολυφιλίας – De amicorum multitudine)
  - 8. Vom Zufall (Περὶ τύχης – De fortuna)
  - 9. Über die Tugend und das Laster (Περὶ ἀρετῆς καὶ κακίας – De virtute et vitio)
  - 10. Trostschrift an Apollonius (Παραμυθητικὸς πρὸς Ἀπολλώνιον – Consolatio ad Apollonium)
  - 11. Gesundheitsvorschriften (Ὑγιεινὰ παραγγέλματα – De tuenda sanitate praecepta)
  - 12. Ehevorschriften (Γαμικὰ παραγγέλματα – Coniugalia praecepta)
  - 13. Das Gastmahl der sieben Weisen (Ἑπτά σοφῶν συμπόσιον – Septem sapientium convivium)
  - 14. Vom Aberglauben (Περὶ δεισιδαιμονίας – De superstitione)
- III. (172a – 263c)
  - 15. Denksprüche von Königen und Feldherrn (Βασιλέων ἀποφθέγματα καὶ στρατηγών – regum et imperatorum apophthegmata)
  - 16. Denksprüche der Spartaner (Ἀποφθέγματα Λακωνικά – Apophthegmata Laconica)
  - 17. Alte Gebräuche der Spartaner (Τὰ παλαιὰ τῶν Λακεδαιμονίων ἐπιτηδεύματα – Instituta Laconica)
  - 18. Denksprüche einiger Spartanerinnen (Λακαινῶν ἀποφθέγματα – Lacaenarum apophthegmata)
  - 19. Von den Tugenden der Weiber (Γυναικῶν ἀρεταί – Mulierum virtutes)
- IV. (263d – 351b)
  - 20. Fragen über römische Gebräuche (Αἴτια Ῥωμαϊκά – Quaestiones Romanae)
  - 21. Fragen über griechische Gebräuche (Αἴτια Ἑλληνικά – Quaestiones Graecae)
  - 22. Parallelen griechischer und römischer Geschichten (Συναγωγὴ ἱστοριῶν παραλλήλων Ἑλληνικῶν καὶ Ρωμαϊκῶν – Parallela minora) (Pseudo-Plutarch)
  - 23. Über das Glück der Römer (Περὶ τῆς Ῥωμαίων τύχης – De fortuna Romanorum)
  - 24. Von Alexanders des Großen Glück oder Tapferkeit (Περὶ τῆς Ἀλεξάνδρου τύχης ἢ ἀρετῆς – De Alexandri magni fortuna aut virtute)
  - 25. Ob die Athener im Kriege oder in der Weisheit berühmter waren? (Πότερον Ἀθηναῖοι κατὰ πόλεμον ἢ κατὰ σοφίαν ἐνδοξότεροι – De gloria Atheniensium)
- V. (351c – 438e)
  - 26. Über Isis und Osiris[5] (Περὶ Ἴσιδος καὶ Ὀσίριδος – De Iside et Osiride)
  - 27. Über das Epsilon am Apolltempel in Delphi (Περὶ τοῦ εἶ τοῦ έν Δελφοῖς – De E apud Delphos, 384e – 394c)
  - 28. Warum die Pythia ihre Orakel nicht mehr in Versen erteile (Περὶ τοῦ μὴ χρᾶν ἔμμετρα νῦν τὴν Πυθίαν – De Pythiae oraculis)
  - 29. Über den Verfall der Orakel (Περὶ τῶν ἐκλελοιπότων χρηστηρίων – De defectu oraculorum)
- VI. (439a – 523b)
  - 30. Daß die Tugend gelehrt werden könne (Εἰ διδακτὸν ἡ ἀρετή – An virtus doceri possit)
  - 31. Über die moralische Tugend (Περὶ ἠθικῆς ἀρετῆς – De virtute morali)
  - 32. Über die Bezähmung des Zorns (Περὶ ἀοργησίας – De cohibenda ira)
  - 33. Über die Gemütsruhe (Περὶ εὐθυμίας – De tranquillitate animi)
  - 34. Über die Bruderliebe (Περὶ φιλαδελφίας – De fraterno amore)
  - 35. Über die Liebe zu den Kindern (Περὶ τῆς εἰς τὰ ἔγγονα φιλοστοργίας – De amore prolis)
  - 36. Ob das Laster hinreichend sei, die Menschen unglücklich zu machen (Εἰ αὐτάρκης ἡ κακία πρὸς κακοδαιμονίαν – An vitiositas ad infelicitatem sufficiat)
  - 37. Ob die Leiden der Seele schlimmer sind als die des Körpers (Περὶ τοῦ πότερον τὰ ψυχῆς ἢ τὰ σώματος πάθη χείρονα – Animine an corporis affectiones sint peiores)
  - 38. Über die Geschwätzigkeit (Περὶ ἀδολεσχίας – De garrulitate)
  - 39. Von der Neugierde (Περὶ πολυπραγμοσύνης – De curiositate)
- VII. (523c – 612b)
  - 40. Von der Neugierde (Περὶ φιλοπλουτίας – De cupiditate divitiarum)
  - 41. Von der falschen Scham (Περὶ δυσωπίας – De vitioso pudore)
  - 42. Über Neid und Haß (Περὶ φθόνου καὶ μίσους – De invidia et odio)
  - 43. Wie man, ohne anzustoßen, sich selbst loben kann (Περὶ τοῦ ἑαυτὸν ἐπαινεῖν ἀνεπιφθόνως – De laude ipsius)
  - 44. Über den späten Vollzug der göttlichen Strafe On the Delays of Divine Vengeance (Περὶ τῶν ὑπὸ τοῦ θείου βραδέως τιμωρουμένων – De sera numinis vindicta)
  - 45. Vom Verhängnis On Fate (Περὶ εἰμαρμένης – De fato) (Pseudo-Plutarch)
  - 46. Der Schutzgeist des Sokrates (Περὶ τοῦ Σωκράτους δαιμονίου – De genio Socratis, 575a – 598e)
  - 47. Die Verbannung (Περὶ φυγῆς – De exilio)
  - 48. Trostschreiben an seine Gattin (Παραμυθητικὸς πρὸς τὴν γυναῖκα – Consolatio ad uxorem)
- VIII. (612c – 748)
  - 49. Tischreden (Συμποσιακά – Quaestiones convivales)
- IX. (748 – 771)
  - 50. Gespräch über die Liebe (Ἐρωτικός - Amatorius)
- X. (771e – 854d)
  - 51. Liebesgeschichten (Ἐρωτικαὶ διηγήσεις – Amatoriae narrationes)
  - 52. Der Philosoph muß vorzugsweise mit Regenten sich unterhalten (Περὶ τοῦ ὅτι μάλιστα τοῖς ἡγεμόσι δεῖ τὸν φιλόσοφον διαλέγεσθαι – Maxime cum principibus philosopho esse disserendum)
  - 53. An einen ununterrichteten Fürsten (Πρὸς ἡγεμόνα ἀπαίδευτον – Ad principem ineruditum)
  - 54. Ob ein Greis noch Staatsgeschäfte treiben soll? (Εἰ πρεσβυτέρῳι πολιτευτέον – An seni respublica gerenda sit)
  - 55. Politische Lehren (Πολιτικὰ παραγγέλματα – Praecepta gerendae reipublicae)
  - 56. Über Monarchie, Demokratie und Oligarchie (Περὶ μοναρχίας καὶ δημοκρατίας καὶ ὀλιγαρχίας – De unius in republica dominatione, populari statu, et paucorum imperio)
  - 57. Gegen das Borgen (Περὶ τοῦ μὴ δεῖν δανείζεσθαι – De vitando aere alieno)
  - 58. Leben der zehn Redner (Βίοι τῶν δέκα ῥητόρων – Vitae decem oratorum) (Pseudo-Plutarch)
  - 59. Vergleichung des Aristophanes und Menander (Συγκρίσεως Ἀριστοφάνους καὶ Μενάνδρου ἐπιτομή – Comparationis Aristophanis et Menandri compendium)
- XI. (854e – 919e)
  - 60. Über die Böswilligkeit Herodots (Περὶ τῆς Ἡροδότου κακοηθείας – De malignitate Herodoti)
  - 61. Physikalische Lehrsätze der Philosophen (Περὶ τῶν ἀρεσκόντων φιλοσόφοις φυσικῶν δογμάτων – De placitis philosophorum) (Pseudo-Plutarch)
  - 62. Physikalische Fragen (Αἴτια φυσικά – Quaestiones naturales)
- XII. (920a – 999b)
  - 63. Von dem Gesicht im Monde[6] (Περὶ τοῦ ἐμφαινομένου προσώπου τῷι κύκλῳι τῆς σελήνης – De facie in orbe lunae)
  - 64. Von der ersten Ursache der Kälte (Περὶ τοῦ πρώτως ψυχροῦ – De primo frigido)
  - 65. Ob das Wasser oder das Feuer nützlicher sei? (Περὶ τοῦ πότερον ὕδωρ ὴ πῦρ χρησιμώτερον – Aquane an ignis sit utilior)
  - 66. Ob die Landtiere oder die Wassertiere mehr Verstand haben? (Πότερα τῶν ζῴων φρονιμώτερα τὰ χερσαία ἢ τὰ ἔνυδρα – De sollertia animalium)
  - 67. Gryllos, oder Beweis daß die unvernünftigen Tiere Vernunft haben (Περὶ τοῦ τὰ ἄλογα λόγῳ χρῆσθαι – Bruta animalia ratione uti)
  - 68. Über das Fleischessen (Περὶ σαρκοφαγίας – De esu carnium)
- XIII. (999c - 1086b)
  - 69. Platonische Fragen (Πλατωνικὰ ζητήματα – Platonicae quaestiones)
  - 70. Über die Entstehung der Weltseele in Platons Timaios (Περὶ τῆς ἐν Τιμαίῳ ψυχογονίας – De animae procreatione in Timaeo)
  - 71. Auszug aus der Schrift über die Entstehung der Weltseele in Platons Timaios (Ἐπιτομή τοῦ Περὶ τῆς ἐν τῷ Τιμαίῳ ψυχογονίας – Epitome libri de animae procreatione in Timaeo)
  - 72. Über die Widersprüche der Stoiker (Περὶ Στωϊκῶν ἐναντιωμάτων – De Stoicorum repugnantiis)
  - 73. Beweis, daß die Stoiker größere Ungereimtheiten behaupten als die Dichter (Ὅτι παραδοξότερα οἱ Στωϊκοὶ τῶν ποιητῶν λέγουσιν – Stoicos absurdiora poetis dicere)
  - 74. Über die gemeinen Begriffe. Wider die Stoiker (Περὶ τῶν κοινῶν ἐννοιῶν πρὸς τοὺς Στωϊκούς – De communibus notitiis adversus Stoicos)
- XIV. (1086c –)
  - 75. Beweis, daß man nach Epikurs Grundsätzen überhaupt nicht vergnügt leben kann (Ὅτι οὐδὲ ἡδέως ζῆν ἔστιν κατ’ Ἐπίκουρον – Non posse suaviter vivi secundum Epicurum)
  - 76. Wider Kolotes (Πρὸς Κωλώτην – Adversus Colotem)
  - 77. Ob es eine richtige Vorschrift sei: » Lebe im Verborgenen« (Εἰ καλῶς εἴρηται τὸ λάθε βιώσας – An recte dictum sit latenter esse vivendum)
  - 78. Über die Musik (Περὶ μουσικῆς – De musica) (Pseudo-Plutarch)

in Fragmenten erhaltene Moralia

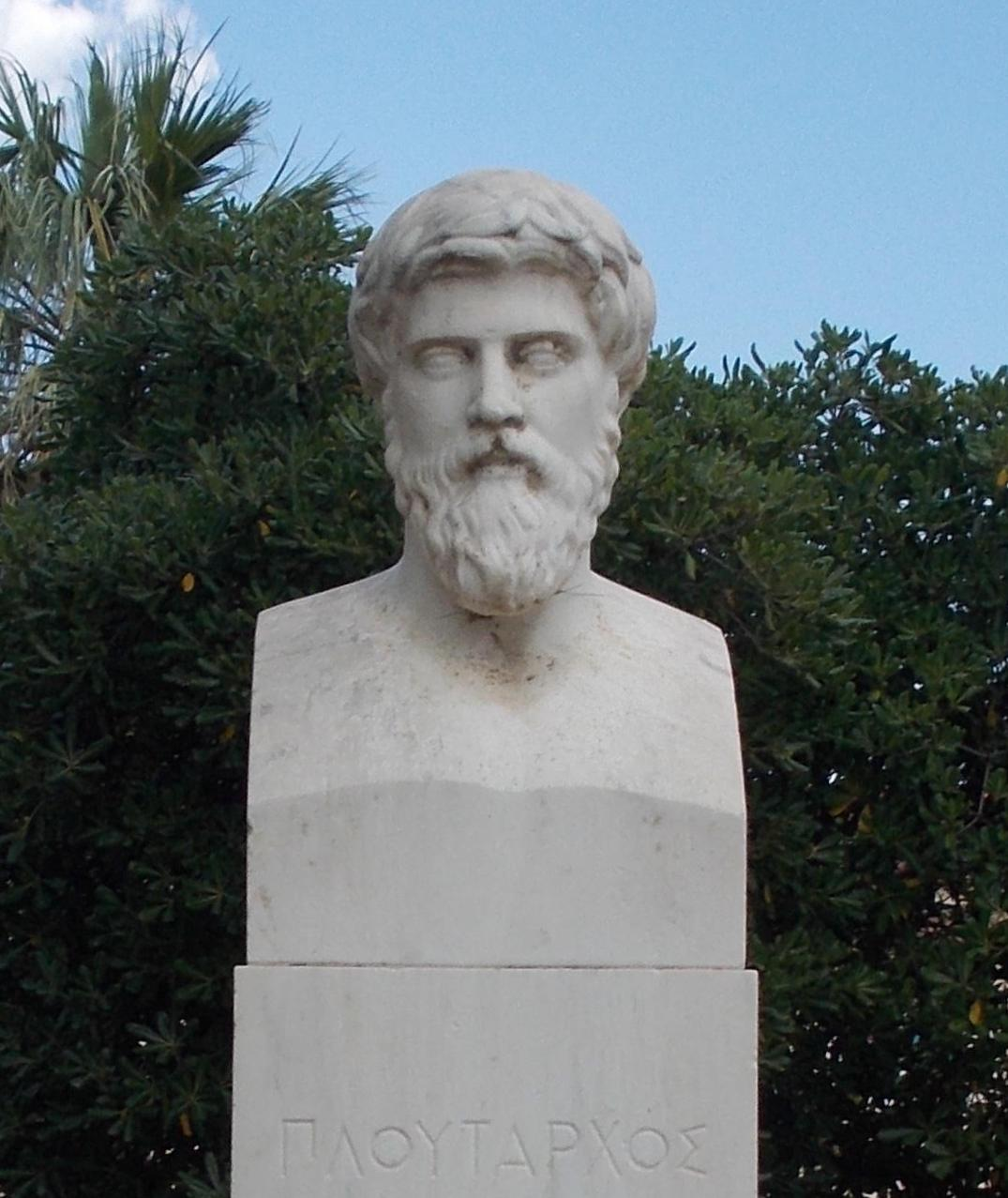
Zeitgenössische Kopie von Plutarchs Büste in Cheronea

- Utrum animae an corporis sit libido et aegritudo
- Quod in animo humano affectibus subjectum, parsne sit ejus an facultas
- De anima
- Ex Stromateorum opere.
- Ex opere de daedalis Plataeensibus
- Ex commentariis in Hesiodum
- Ex Homericis exercitationibus
- Quaestiones de Arati Signis
- Commentarii in Nicandri Theriaca
- Ex libro an utilis sit praenotio futurorum
- Ex libro de divinatione
- Ex libro de amicitia
- Ex epistola de amicitia
- Ex libro de tranquilitate
- Ex libro contra voluptatem
- Ex libro contra divitias
- Ex libro quod mulieres etiam erudiendae sint
- Ex libro de calumnia
- Ex libro contra vires corporis
- Ex libro de amore
- Pro pulchritudine
- Ex libro de ira
- Mundum conditum esse, statui a Platone
- De justitia adversus Chrysippum
- De diebus
- De venatione
- Fabularum vel fabulosarum narrationum
- Fragmenta incertorum librorum
- Institutio Trajani. Epistola ad Trajanum

- Pseudo-Plutarch:
- Pro nobilitate
- De fluviorum et montium nominibus
- De vita et poesi Homeri
- Proverbia quibus Alexandrini usi sunt
- De metris (De differentiis heroci versus. De versuum caesuris, figuris et passionibus)

## Abkürzungen
Dies ist eine Liste von Abkürzungen für Plutarchs Werke:
- Ad princ. iner. = Ad principem ineruditum (Moralia)
- Adv. Col. = Adversus Colotem (Moralia)
- Aem. = Aemilius Paulus (Biographien)
- Ages. = Agesilaus (Biographien)
- Agis = Agis (Biographien)
- Alc. = Alcibiades (Biographien)
- Alex. = Alexander (Biographien)
- Am. narr. = Amatoriae narrationes (Moralia)
- Amatorius = Amatorius (Moralia)
- An seni = An seni respublica gerenda sit (Moralia)
- An virt. doc. = An virtus doceri possit (Moralia)
- An vitiositas = An vitiositas ad infelicitatem sufficiat (Moralia)
- Animine an corp. = Animine an corporis affectiones sint peiores (Moralia)
- Ant. = Antonius (Biographien)
- Apophth. Lac. = Apophthegmata Laconica—Instituta Laconica—Lacaenarum apophthegmata (Moralia)
- Aqua an ignis = Aqua an ignis utilior sit (Moralia)
- Arat. = Aratus (Biographien)
- Arist. = Aristides (Biographien)
- Art. = Artaxerxes (Biographien)
- Bellone an pace = Bellone an pace clariores fuerint Athenienses (De gloria Atheniensium) (Moralia)
- Brut. = Brutus (Biographien)
- Ca. Ma. = Cato Maior (Biographien)
- Ca. Mi. = Cato Minor (Biographien)
- Caes. = Caesar (Biographien)
- Cam. = Camillus (Biographien)
- CG = Caius Gracchus (Biographien)
- Cic. = Cicero (Biographien)
- Cim. = Cimon (Biographien)
- Cleom. = Cleomenes (Biographien)
- Comp. Ag., Cleom. et Gracch. = Comparatio Agidis et Cleomenis cum Tiberio et Caio Graccho (Biographien)
- Comp. Ages. et Pomp. = Comparatio Agesilai et Pompeii (Biographien)
- Comp. Alc. et Cor. = Comparatio Alcibiadis et Marcii Coriolani (Biographien)
- Comp. Ar. et Men. = Comparationis Aristophanis et Menandri epitome (Moralia)
- Comp. Arist. et Ca. Ma. = Comparatio Aristidis et Catonis (Biographien)
- Comp. Cim. et Luc. = Comparatio Cimonis et Luculli (Biographien)
- Comp. Dem. et Cic. = Comparatio Demosthenis et Ciceronis (Biographien)
- Comp. Demetr. et Ant. = Comparatio Demetrii et Antonii (Biographien)
- Comp. Dion. et Brut. = Comparatio Dionis et Bruti (Biographien)
- Comp. Lyc. et Num. = Comparatio Lycurgi et Numae (Biographien)
- Comp. Lys. et Sull. = Comparatio Lysandri et Sullae (Biographien)
- Comp. Nic. et Crass. = Comparatio Niciae et Crassi (Biographien)
- Comp. Pel. et Marc. = Comparatio Pelopidae et Marcelli (Biographien)
- Comp. Per. et Fab. = Comparatio Periclis et Fabii Maximi (Biographien)
- Comp. Phil. et Flam. = Comparatio Philopoemenis et Titi Flaminini (Biographien)
- Comp. Sert. et Eum. = Comparatio Sertorii et Eumenis (Biographien)
- Comp. Sol. et Publ. = Comparatio Solonis et Publicolae (Biographien)
- Comp. Thes. et Rom. = Comparatio Thesei et Romuli (Biographien)
- Comp. Tim. et Aem. = Comparatio Timoleontis et Aemilii Pauli (Biographien)
- Con. praec. = Coniugalia praecepta (Moralia)
- Cons. ad Apoll. = Consolatio ad Apollonium (Moralia)
- Cons. ad ux. = Consolatio ad uxorem (Moralia)
- Cor. = Marcius Coriolanus (Biographien)
- Crass. = Crassus (Biographien)
- De ad. et am.= De adulatore et amico (Quomodo adulator ab amico internoscatur) (Moralia)
- De Al. Magn. fort. = De Alexandri Magni fortuna aut virtute (Moralia)
- De am. mult. = De amicorum multitudine (Moralia)
- De am. prol. = De amore prolis (Moralia)
- De an. procr. = De animae procreatione in Timaeo (Moralia)
- De aud. poet. = De audiendis poetis (Quomodo adulescens poetas audire debeat) (Moralia)
- De aud. = De audiendo (De recta ratione audiendi) (Moralia)
- De cap. ex inim. = De capienda ex inimicis utilitate (Moralia)
- De coh. Ira = De cohibenda ira (Moralia)
- De comm. not. = De communibus notitiis adversus Stoicos (Moralia)
- De cup. div. = De cupiditate divitiarum (Moralia)
- De cur. = De curiositate (Moralia)
- De def. or. = De defectu oraculorum (Moralia)
- De E = De E Delphico (De E apud Delphos) (Moralia)
- De esu = De esu carnium (Moralia)
- De exilio = De exilio (Moralia)
- De facie = De facie quae in orbe lunae apparet (Moralia)
- De fato = De fato (Moralia)
- De fort. Rom. = De fortuna Romanorum (Moralia)
- De fortuna = De fortuna (Moralia)
- De frat. am. = De fraterno amore (Moralia)
- De gar. = De garrulitate (Moralia)
- De genio Socr. = De genio Socratis (De Socratis daemonio) (Moralia)
- De Her. mal. = De Herodoti malignitate (Moralia)
- De inv. et od. = De invidia et odio (Moralia)
- De Is. et Os. = De Iside et Osiride (Moralia)
- De lat. viv. = De latenter vivendo (An recte dicendum sit latenter esse vivendum) (Moralia)
- De lib. educ. = De liberis educandis (Moralia)
- De mus. = De musica (Moralia)
- De prim. frig. = De primo frigido (Moralia)
- De prof. in virt. = De profectibus in virtute (Quomodo quis suos in virtute sentiat profectus) (Moralia)
- De Pyth. or. = De Pythiae oraculis (Moralia)
- De se ipsum laud. = De se ipsum citra invidiam laudando (De laude ipsius) (Moralia)
- De sera num. = De sera numinis vindicta (Moralia)
- De soll. an. = De sollertia animalium (Terrestriane an aquatilia animalia sint callidiora) (Moralia)
- De Stoic. rep. = De Stoicorum repugnantiis (Moralia)
- De sup. = De superstitione (Moralia)
- De tranq. an. = De tranquillitate animi (Moralia)
- De tuenda = De tuenda sanitate praecepta (Moralia)
- De unius = De unius in republica dominatione, populari statu, et paucorum imperio (Moralia)
- De virt. et vit. = De virtute et vitio (Moralia)
- De virt. mor. = De virtute morali (Moralia)
- De vit. aer. = De vitando aere alieno (Moralia)
- De vit. pud. = De vitioso pudore (Moralia)
- Dec. or. vit. = Decem oratorum vitae (Moralia)
- Dem. = Demosthenes (Biographien)
- Demetr. = Demetrius (Biographien)
- Dion = Dion (Biographien)
- Eum. = Eumenes (Biographien)
- Fab. = Fabius Maximus (Biographien)
- Flam. = Titus Flamininus (Biographien)
- fr. = Fragmenta (Moralia)
- Galba = Galba (Biographien)
- Gryllus = Gryllus (Bruta animalia ratione uti) (Moralia)
- Luc. = Lucullus (Biographien)
- Lyc. = Lycurgus (Biographien)
- Lys. = Lysander (Biographien)
- Mar. = Caius Marius (Biographien)
- Marc. = Marcellus (Biographien)
- Maxime cum principibus= Maxime cum principibus philosopho esse disserendum (Maxime cum principibus philosophandum esse) (Moralia)
- Mul. virt. = Mulierum virtutes (Moralia)
- Nic. = Nicias (Biographien)
- Non posse = Non posse suaviter vivi secundum Epicurum (Moralia)
- Num. = Numa (Biographien)
- Oth. = Otho (Biographien)
- Parall. graec. et rom. = Parallela Graeca et Romana (Moralia)
- Pel. = Pelopidas (Biographien)
- Per. = Pericles (Biographien)
- Phil. = Philopoemen (Biographien)
- Phoc. = Phocion (Biographien)
- Plac. philos. = Placita philosophorum (Moralia)
- Pomp. = Pompeius (Biographien)
- Praec. ger. reip. = Praecepta gerendae reipublicae (Moralia)
- Publ. = Publicola (Biographien)
- Pyrrh. = Pyrrhus (Biographien)
- Quaest. conv. = Quaestiones convivales (Moralia)
- Quaest. graec. = Quaestiones Graecae (Moralia)
- Quaest. nat. = Quaestiones naturales (Moralia)
- Quaest. Plat. = Quaestiones Platonicae (Moralia)
- Quaest. rom. = Quaestiones Romanae (Moralia)
- Reg. et imp. apophth. = Regum et imperatorum apophthegmata (Moralia)
- Rom. = Romulus (Biographien)
- Sept. sap. conv. = Septem sapientium convivium (Moralia)
- Sert. = Sertorius (Biographien)
- Sol. = Solon (Biographien)
- Stoic. absurd. poet. = Stoicos absurdiora poetis dicere (Moralia)
- Sull. = Sulla (Biographien)
- TG = Tiberius Gracchus (Biographien)
- Them. = Themistocles (Biographien)
- Thes. = Theseus (Biographien)
- Tim. = Timoleon (Biographien)